# Mònica Sales
Mónica Sales De La Cruz (Tortosa, Tarragona, 27 de agosto de 1983) es una política española, actual portavoz de Junts per Catalunya en el Parlament de Catalunya y responsable de formación y estudios de Junts

## Biografía
Doctora en filología catalana con mención europea, máster en estudios superiores de lengua, literatura y cultura catalanes y licenciada en filología catalana. Miembro de la unidad Archivo de Folclore del Departamento de Filología Catalana de la URV, del Grupo de Estudios Etnopoéticos, del Grupo de Estudios en Lectura y Literatura para Niños y Jóvenes en catalán, de la Asociación Internacional de Lengua y Literatura Catalanas y de la Asociación Cultural del Matarraña. También es miembro del Centro de Estudios Ataíde Oliveira de la Universidad del Algarve, con una estancia de investigación en 2011. Ha participado en numerosos congresos y ha divulgado los resultados de su investigación en publicaciones especializadas

## Trayectoria
Miembro del PDeCAT hasta agosto del 2020. Miembro fundadora de Junts, actualmente forma parte de la ejecutiva nacional del partido como responsable del Área de Formación y Estudios.